# Paraguarí (miasto)
Paraguarí – stolica departamentu Paraguarí w Paragwaju. Według danych na rok 2020 miasto zamieszkiwały 24 164 osoby, a gęstość zaludnienia wyniosła 60,85 os./km².

## Demografia
Ludność historyczna:
| Rok                         | 2000  | 2005  | 2010  | 2015  | 2020  |
| --------------------------- | ----- | ----- | ----- | ----- | ----- |
| Ludność                     | 23677 | 23773 | 23852 | 23992 | 24164 |
| Gęstość zaludnienia os./km² | 59,61 | 59,88 | 60,08 | 60,4  | 60,85 |

Ludność według grup wiekowych na rok 2020:
| Wiek                                | 0–9 lat | 10–19 lat | 20–29 lat | 30–39 lat | 40–49 lat | 50–59 lat | 60–69 lat | 70–79 lat | 80+ lat |
| ----------------------------------- | ------- | --------- | --------- | --------- | --------- | --------- | --------- | --------- | ------- |
| Liczba osób w danej grupie wiekowej | 4261    | 4325      | 4160      | 3656      | 2326      | 2103      | 1749      | 1024      | 558     |

Struktura płci na rok 2020:
| Płeć                         | Mężczyźni | Kobiety |
| ---------------------------- | --------- | ------- |
| Liczba osób w danej płci     | 11754     | 12410   |
| Liczba osób w danej płci w % | 48,6      | 51,4    |

## Klimat

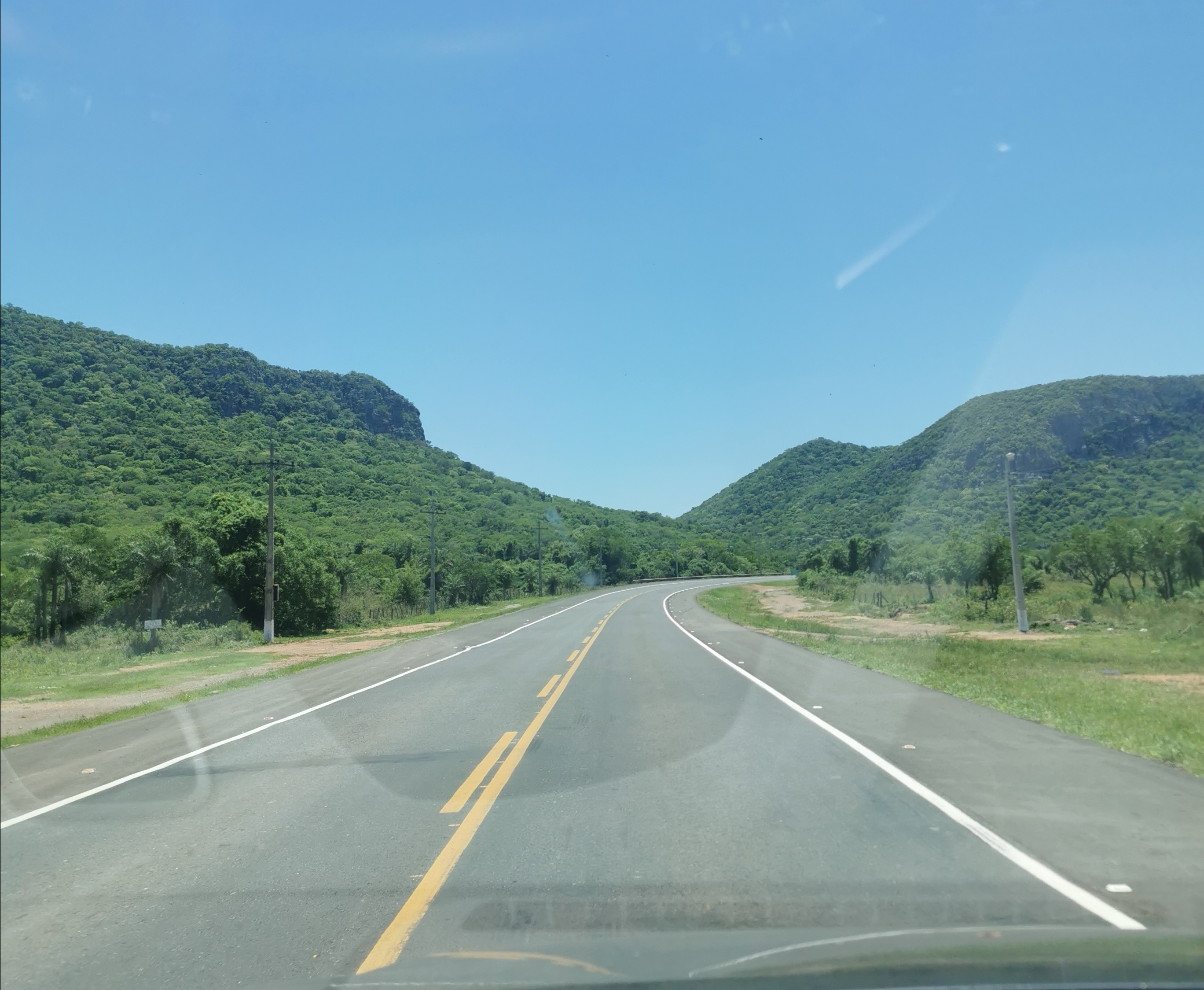
Droga krajowa nr PY10 przebiegająca w pobliżu miasta

Klimat jest wilgotny i subtropikalny. Średnia temperatura powietrza wynosi 22 °C. Najcieplejszym miesiącem jest styczeń (26 °C) , a najzimniejszym jest lipiec (16 °C). Średnie opady wynoszą 1919 milimetrów rocznie. Najbardziej wilgotnym miesiącem jest kwiecień (312 milimetrów deszczu), a najbardziej suchy jest sierpień – 51 milimetrów.

## Infrastruktura
Przez miasto przebiega Droga krajowa nr PY10 łącząca Paraguarí ze stolicą państwa Asunción.